# Chi Nỉ lan
Eria là một chi thuộc Họ Lan với hơn 500 loài phân bố ở các xứ nhiệt đới châu Á, Malaysia, Úc, Polynesia và các đảo Thái Bình Dương.
Các loài Eria đã được đặt vào các genera khác nhau trong quá khư nhưng ngày nay được xem là junior synonym của Eria:
- Aeridostachya (Hook. f.) Brieger
- Alvisia Lindl.
- Artomeria Breda
- Bryobium Lindl.
- Callostylis Blume
- Campanulorchis Brieger
- Ceratium Blume
- Conchidium Griff.
- Cylindrolobus (Blume) Brieger
- Cymboglossum (J. J. Sm.) Brieger ex Rauschert
- Dendrolirium Blume
- Dilochiopsis (Hook. f.) Brieger
- Erioxantha Raf.
- Exeria Raf.
- Mycaranthes Blume
- Mycaridanthes Blume
- Pinalia Lindl.
- Trichosia Blume
- Trichosma Lindl.
- Tylostylis Blume
- Urostachya (Lindl.) Brieger
- Xiphosium Griff.

## Một số loài chọn lọc

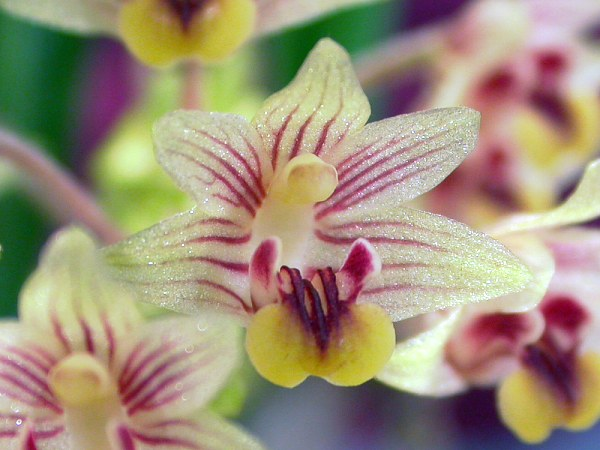
Eria amica trước đây nằm ở Pinalia

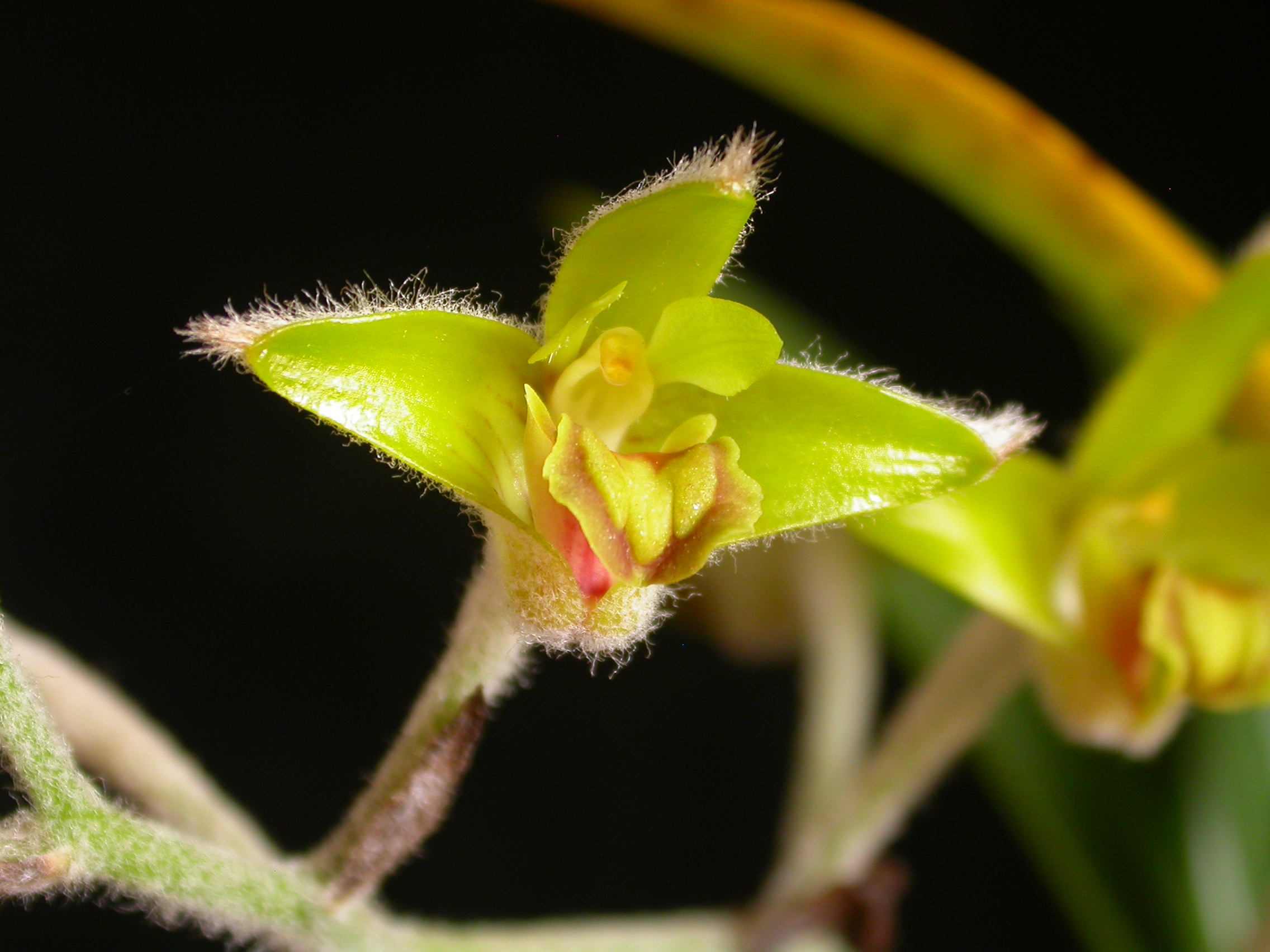
Eria lasiopetala trước đây nằm ở Callostylis

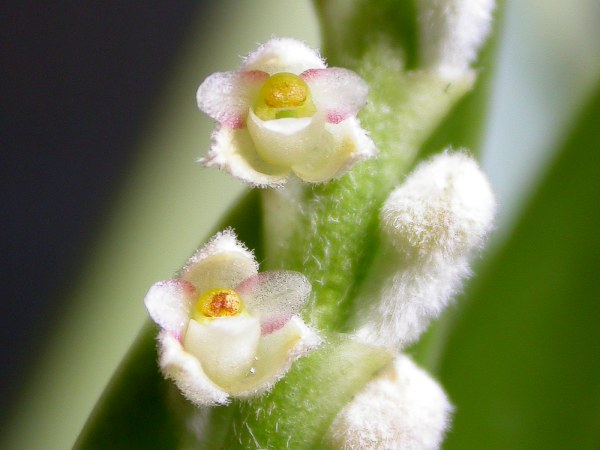
Eria stricta trước đây nằm ở Mycaranthes

## A
- Eria acervata
- Eria acuminate
- Eria acutifolia
- Eria affinis
- Eria alba
- Eria albescens
- Eria albiflora
- Eria albolutea
- Eria aliciae
- Eria amica
- Eria amplectens
- Eria anceps
- Eria ancorifera
- Eria andamanica
- Eria angustifolia
- Eria annapurnensis
- Eria anomala
- Eria apertiflora
- Eria aporoides
- Eria appendiculata
- Eria arunachalensis
- Eria atrorubens
- Eria atrovinosa
- Eria aurantia
- Eria aurantiaca

## B
- Eria baeuerleniana
- Eria bambusifolia
- Eria bancana
- Eria baniae
- Eria barbifrons
- Eria bengkulensis
- Eria berringtoniana
- Eria bhutanica
- Eria bicolor
- Eria bicristata
- Eria bidupensis
- Eria bifalcis
- Eria biflora
- Eria bigibba
- Eria biglandulosa
- Eria bilobulata
- Eria binabayensis
- Eria bipunctata
- Eria bogoriensis
  - Eria bogoriensis var. bogoriensis.
  - Eria bogoriensis var. kurokawae
- Eria borneensis
- Eria brachystachya
- Eria bractescens
- Eria brevicaulis
- Eria brookesii
- Eria brownie
- Eria bulbophylloides

## C
- Eria calcarea
- Eria candoonensis
- Eria caricifolia
  - Eria caricifolia var. caricifolia
  - Eria caricifolia var. glabra
- Eria carinata
- Eria carnea
- Eria carnicolor
- Eria carnosissima
- Eria carnosula
- Eria carolettae
- Eria carunculosa
- Eria celebica
- Eria cepifolia
- Eria chlorantha
- Eria chrysocardia
- Eria clausa
- Eria clavata
- Eria clavicaulis
- Eria clavimentalis
- Eria clemensiae
- Eria cochinchinensis
- Eria coffeicolor
- Eria compacta
- Eria compressa
  - Eria compressa var. compressa
  - Eria compressa var. sumatrana
- Eria compressoclavata
- Eria concolor
- Eria conferta
- Eria conica
- Eria connata
- Eria consanguinea
- Eria convallariopsis
- Eria copelandii
- Eria cordifera
  - Eria cordifera subsp. borneensis
  - Eria cordifera subsp. cordifera
- Eria corneri
- Eria coronaria
- Eria crassicaulis
- Eria crassipes
- Eria cristata
- Eria crucigera
- Eria curranii
- Eria curtisii
- Eria cycloglossa
- Eria cylindrostachya
- Eria cymbidifolia
  - Eria cymbidifolia var. cymbidifolia
  - Eria cymbidifolia var. pandanifolia
- Eria cymbiformis
- Eria cyrtosepala

## D
- Eria dagamensis
- Eria dasypus
- Eria dasystachys
- Eria davaensis
- Eria dayana
- Eria decipiens
- Eria decurrentipetala
- Eria deliana
- Eria densa
- Eria dentrecasteauxii
- Eria diluta
- Eria discolor
- Eria diversicolor
- Eria djaratensis
- Eria donnaiensis
- Eria dulitensis
- Eria dura

## E
- Eria earine
- Eria elata
- Eria elisheae
- Eria erecta
- Eria eriopsidobulbon
- Eria erosula
- Eria erythrosticta
- Eria eurostachys
- Eria euryloba
- Eria exappendiculata
- Eria excavata
- Eria exilis

## F
- Eria farinosa
- Eria fastigiatifolia
- Eria feddeana
- Eria ferruginea
- Eria fimbriloba
- Eria fitzalanii
- Eria flavescens
- Eria floribunda
- Eria foetida

## G
- Eria gagnepainii
- Eria geboana
- Eria genuflexa
- Eria gibbsiae
- Eria gigantea
- Eria glandulifera
- Eria globifera
- Eria globulifera
- Eria gobiensis
- Eria gracilicaulis
- Eria graminea
- Eria graminifolia
- Eria grandis

## H
- Eria hainanensis
- Eria halconensis
- Eria hallieri
- Eria herklotsii
- Eria hosei
- Eria hutchinsoniana

## I
- Eria ignea
- Eria imbricata
- Eria imitans
- Eria imperatifolia

## J
- Eria japonica
- Eria jarensis
- Eria javanica
- Eria jengingensis
- Eria jenseniana
- Eria junghuhnii

## K
- Eria kalelotong
- Eria kamlangensis
- Eria kandariana
- Eria kaniensis
  - Eria kaniensis var. constricta 
  - Eria kaniensis var. kaniensis.
- Eria karikouyensis
- Eria kawengica
- Eria kenejiana
- Eria kinabaluensis
- Eria kingii

## L
- Eria lacei
- Eria lactea
- Eria lactiflora
- Eria lamellata
- Eria lamonganensis
- Eria lancifolia
- Eria lancilabris
- Eria laniceps
- Eria lanigera
- Eria lanuginosea
- Eria lasiopetala
- Eria lasiorhiza
  - Eria lasiorhiza var. lasiorhiza.
  - Eria lasiorhiza var. unifolia
- Eria latibracteata
- Eria latilabellis
- Eria latiuscula
- Eria leavittii
- Eria ledermannii
- Eria leiophylla
- Eria leucantha
- Eria lindleyi
- Eria linearifolia
- Eria lineata
- Eria lineoligera
- Eria lochongensis
- Eria loheriana
- Eria lohitensis
- Eria longibracteata
- Eria longicruris
- Eria longifolia
- Eria longilabris
- Eria longipes
- Eria longirepens
- Eria longissima
- Eria longlingensis
- Eria lyonii

## M
- Eria macera
- Eria macrophylla
- Eria magnicallosa
- Eria maingayi
- Eria major
- Eria maquilingensis
- Eria marginata
- Eria mearnsii
- Eria medogensis
- Eria megalopha
- Eria meghasaniensis
- Eria melaleuca
- Eria mentaweiensis
- Eria merapiensis
- Eria merrittii
- Eria micholitziana
- Eria micholitzii
- Eria microchila
- Eria microglossa
- Eria minahassae
- Eria mindanaensis
- Eria monophylla
- Eria montana
- Eria mooreana
- Eria moultonii
- Eria mucronata
- Eria multiflora
- Eria murkelensis
- Eria myristiciformis
- Eria mysorensis

## N
- Eria neglecta
- Eria nepalensis
- Eria nutans

## O
- Eria obesa
- Eria obscura
- Eria obvia
- Eria occidentalis
- Eria ochracea
- Eria odontoglossa
- Eria odorifera
- Eria oligotricha
  - Eria oligotricha var. acutiloba
  - Eria oligotricha var. oligotricha
- Eria opeatoloba
- Eria oreogena
- Eria ornata
- Eria ovata
  - Eria ovata var. ovata.
  - Eria ovata var. retroflexa
- Eria ovilis

## P
- Eria pachycephala
- Eria pachyphylla
- Eria pachystachya
- Eria palawanensis
- Eria palawanensis
- Eria palmifolia
- Eria pandurata
- Eria paniculata
- Eria pannea
- Eria parviflora
- Eria pauciflora
- Eria pellipes
- Eria peraffinis
- Eria perpusilla
- Eria perspicabilis
- Eria petiolata
- Eria philippinensis
- Eria pilifera
- Eria pinguis
- Eria piruensis
- Eria pokharensis
- Eria polystachya
- Eria polyura
- Eria porphyroglossa
- Eria porteri
- Eria profusa
- Eria propinqua
- Eria pseudoclavicaulis
- Eria pseudocymbiformis
  - Eria pseudocymbiformis var. hirsuta
  - Eria pseudocymbiformis var. pseudocymbiformis
- Eria pseudoleiophylla
- Eria pseudostellata
- Eria puberula
- Eria puguahaanensis
- Eria pulchella
- Eria pulla
- Eria pulverulenta
- Eria pumila
- Eria punctata

## Q
- Eria quadricolor
- Eria quinquangularis
- Eria quinquelamellosa

## R
- Eria ramose
- Eria ramosii
- Eria ramuana
  - Eria ramuana var. ramuana.
  - Eria ramuana var. wariana
- Eria ramulosa
- Eria recurvata
- Eria rhizophoreti
- Eria rhodoleuca
- Eria rhodoptera
- Eria rhomboidalis
- Eria rhyncostyloides
- Eria rimannii
- Eria ringens
- Eria robusta
- Eria rolfei
- Eria rosea
- Eria rostriflora
- Eria rubifera

## S
- Eria sabasaroe
- Eria saccifera
- Eria sarcophylla
- Eria sarrasinorum
- Eria scabrilinguis
- Eria senilis
- Eria sessilifolia
- Eria shanensis
- Eria sharmae
- Eria siamensis
- Eria sicaria
- Eria simondii
- Eria simplex
- Eria singulifolia
- Eria sopoetanica
- Eria sordida
- Eria spicata
- Eria spirodela
- Eria stenobulba
- Eria straminea
- Eria suaveolens
- Eria subclausa
- Eria sumatrensis
- Eria sumbawensis
- Eria summerhayesiana
- Eria sundaica
- Eria sutepensis
- Eria szetschuanica

## T
- Eria taylorii
- Eria tenuicaulis
- Eria tenuiflora
- Eria thao
- Eria thwaitesii
- Eria tiagii
- Eria tomentosa
- Eria tomentosiflora
- Eria tomohonensis
- Eria torricellensis
- Eria toxopei
- Eria trichotaenia
- Eria tricolor
- Eria tridens
- Eria triloba
- Eria trilophota
- Eria truncate
- Eria truncicola

## U
- Eria umbonata
- Eria unifolia

## V
- Eria vegans
- Eria vaginifera
- Eria valida
- Eria vanoverberghii
- Eria ventricosa
- Eria verruculosa
- Eria versicolor
- Eria virginalis
- Eria viridibracteata
- Eria vittata
- Eria vulcanica

## W
- Eria wariana
- Eria wildgrubeana
- Eria wildiana
- Eria woodiana

## X
- Eria xanthocheila

## Y
- Eria yanshanensis
- Eria yunnanensis

## Z
- Eria zamboangensis